# 891

## Nașteri
- Abd ar-Rahman III, emir și primul calif al Cordobei, în Spania din 929 (d. 961)

## Decese
- 14 septembrie: Papa Ștefan al V-lea  (n. ?)
- 4 decembrie: Enchin filosof japonez (n. 814)
- dată necunoscută: Aiulf al II-lea de Benevento  (n. ?)